# Contea di Duchang
La contea di Duchang (都昌县S, Dūchāng XiànP) è una contea della Cina, situata nella provincia di Jiangxi e amministrata dalla prefettura di Jiujiang.